# العنف على المرأة في فيجي
يعتبر العنف على المرأة في فيجي أمراً «واسع الانتشار ومتفشي ومشكلة قومية خطيرة» في منطقة جزر المحيط الهادئ. لدى فيجي معدلات عنف على المرأة هي الأعلى في العالم. أفاد مركز معالجة الأزمات المعني بالمرأة في فيجي في تقرير له بأن 64% من النساء اللواتي كنّ في علاقات حميمة قد تعرضن للعنف الجسدي أو الجنسي من شركاءهن، بما فيهن 61% تعرضن للعنف الجسدي و34% تعرضن للعنف الجنسي.
هيأ الانقلاب العسكري عام 2006 الذي حدث في فيجي الظروف المؤدية إلى تفاقم وجود العنف على النساء في المجتمع الفيجي، خاصةً في القطاع العام. تساهم التوجهات التقليدية المتعلقة بمكانة المرأة في المجتمع الفيجي إلى استمرار العنف على المرأة وتخلل بشكل واسع النطاق المجموعات الأسرية والسلطات المحلية والقضاء.
كما ساهمت الممارسات الدينية والتقليدية مثل البولوبولو في انتشار العنف حيث تتعامل مع حالات العنف الأسري التي تحدث داخل الأسرة بإقامة احتفالات للتسامح، وعادة ما تمنع الملاحقة القضائية للجاني أو تُخفض العقوبة.